# روبي جارنر
روبي جارنر (بالإنجليزية: Robby Garner) هو باحث في مجال الذكاء الاصطناعي وعالم حاسوب أمريكي، ولد في 1963.